# Gwinea Bissau na Letnich Igrzyskach Olimpijskich Młodzieży 2010
Gwineę Bissau na Letnich Igrzyskach Olimpijskich Młodzieży 2010 w Singapurze reprezentowało 4 sportowców w 3 dyscyplinach.

## Skład kadry

### Kajakarstwo
- Beatriz Soares Da Gama

### Lekkoatletyka
- Chalita Lopes
- Adelino Anca Nanjola

### Zapasy
- Amadeus Pereira